# Festival cinematografico internazionale di Mosca 1973
L’8ª edizione del Festival cinematografico internazionale di Mosca si è svolta a Mosca dal 10 al 23 luglio 1973.
Il Grand Prix fu assegnato al film sovietico Eto Sladkoe Slovo: Svoboda diretto da Vytautas Žalakevičius, al film bulgaro Obič diretto da Ljudmil Stajkov e al film statunitense I duri di Oklahoma diretto da Stanley Kramer.

## Giuria
- Sergej Bondarčuk ( Unione Sovietica - Presidente della Giuria)
- Aleksej Batalov ( Unione Sovietica)
- Julio Bracho ( Messico)
- Paulin Soumanou Vieyra ( Senegal)
- Jerzy Hoffman ( Polonia)
- Antonín Kachlík ( Cecoslovacchia)
- René Clément ( Francia)
- Gina Lollobrigida ( Italia)
- Károly Makk ( Ungheria)
- Kurt Maetzig ( Germania Est)
- Toshirō Mifune ( Giappone)
- Tolomush Okeyev ( Unione Sovietica)
- George Stevens ( Stati Uniti)
- Hristo Hristov ( Bulgaria)
- Kamal El Sheikh ( Egitto)

## Film in competizione
| Film                                | Regista                         | Nazione                         |
| ----------------------------------- | ------------------------------- | ------------------------------- |
| Icheend N'                          | Badrahin Sumhu                  | Mongolia                        |
| Explozia                            | Mircea Drăgan                   | Romania                         |
| Tati (Tati, a garota)               | Bruno Barreto                   | Brasile                         |
| Giorni di tradimento (Dny zrady)    | Otakar Vávra                    | Cecoslovacchia                  |
| Home Sweet Home                     | Benoît Lamy                     | Belgio                          |
| Al zamioun                          | Mohamed Shukri Jameel           | Iraq                            |
| La tierra prometida                 | Miguel Littín                   | Cile                            |
| Reife Kirschen                      | Horst Seemann                   | Germania Est                    |
| Und der Regen verwischt jede Spur   | Alfred Vohrer                   | Germania Ovest, Francia         |
| Empire M                            | Hussein Kamal                   | Egitto                          |
| Cuando quiero llorar no lloro       | Mauricio Walerstein             | Venezuela                       |
| Kopernik                            | Ewa Petelska e Czeslaw Petelski | Polonia, Germania Est           |
| Obič (Обич)                         | Ljudmil Stajkov                 | Bulgaria                        |
| Gli Ingannati (Al-makhdu'un)        | Tewfik Saleh                    | Siria                           |
| I duri di Oklahoma (Oklahoma Crude) | Stanley Kramer                  | USA                             |
| Swayamvaram                         | Adoor Gopalakrishnan            | India                           |
| L'attentato (L'attentat)            | Yves Boisset                    | Francia, Italia, Germania Ovest |
| Shinobu Kawa                        | Kei Kumai                       | Giappone                        |
| Sazhentsy                           | Rezo Chkheidze                  | URSS                            |
| Jentespranget                       | Knud Leif Thomsen               | Danimarca, Norvegia             |
| Vi tuyen 17 ngay va dem             | Hai Ninh                        | Vietnam del Nord                |
| The Office Picnic                   | Tom Cowan                       | Australia                       |
| La quinta offensiva (Sutjeska)      | Stipe Delić                     | Yugoslavia                      |
| Aquellos años                       | Felipe Cazals                   | Messico                         |
| Triplo eco (The Triple Echo)        | Michael Apted                   | Regno Unito                     |
| Touki Bouki                         | Djibril Diop Mambéty            | Senegal                         |
| Il delitto Matteotti                | Florestano Vancini              | Italia                          |
| Fotografia                          | Pál Zolnay                      | Ungheria                        |
| El hombre de Maisinicú              | Manuel Pérez                    | Cuba                            |
| Eto Sladkoe Slovo: Svoboda          | Vytautas Žalakevičius           | URSS                            |

## Premi
- Premio d'Oro:
  - Eto Sladkoe Slovo: Svoboda, regia di Vytautas Žalakevičius
  - Obič, regia di Ljudmil Stajkov
  - I duri di Oklahoma, regia di Stanley Kramer
- Premio d'Oro al regista: Stanley Kramer per I duri di Oklahoma
- Premi Speciali:
  - Il delitto Matteotti, regia di Florestano Vancini
  - La quinta offensiva, regia di Stipe Delić
  - Aquellos años, regia di Felipe Cazals
- Premi d'Argento:
  - Fotografia, regia di Pál Zolnay
  - Kopernik, regia di Ewa Petelska e Czeslaw Petelski
  - L'attentato, regia di Yves Boisset
- Premi:
  - Miglior Attore: Sergio Corrieri per El hombre de Maisinicú
  - Miglior Attore: Ramaz Chkhikvadze per Sazhentsy
  - Miglior Attrice: Tra Giang per Vi tuyen 17 ngay va dem
  - Miglior Attrice: Ingerid Vardund per Jentespranget
- Diplomi:
  - Giorni di tradimento, regia di Otakar Vávra
  - Home Sweet Home, regia di Benoît Lamy
  - Sazhentsy, regia di Rezo Chkheidze
  - Explozia, regia di Mircea Drăgan
  - Touki Bouki, regia di Djibril Diop Mambéty
- Premio FIPRESCI: Touki Bouki, regia di Djibril Diop Mambéty
- Menzione speciale: El hombre de Maisinicú, regia di Manuel Pérez